# Dartmouth (Massachusetts)
Dartmouth é uma vila localizada no condado de Bristol no estado estadounidense de Massachusetts. No Censo de 2010 tinha uma população de 34.032 habitantes e uma densidade populacional de 134,72 pessoas por km².

## Geografia
Dartmouth encontra-se localizado nas coordenadas 41° 33′ 59″ N, 70° 57′ 31″ O. Segundo o Departamento do Censo dos Estados Unidos, Dartmouth tem uma superfície total de 252.61 km², da qual 157.79 km² correspondem a terra firme e (37.54%) 94.82 km² é água.

## Demografia
Segundo o censo de 2010, tinha 34.032 pessoas residindo em Dartmouth. A densidade populacional era de 134,72 hab./km². Dos 34.032 habitantes, Dartmouth estava composto pelo 92.04% brancos, o 2.55% eram afroamericanos, o 0.18% eram amerindios, o 1.91% eram asiáticos, o 0.02% eram insulares do Pacífico, o 1.45% eram de outras raças e o 1.85% pertenciam a duas ou mais raças. Do total da população o 2.37% eram hispanos ou latinos de qualquer raça.